# Långnosig såghaj
Långnosig såghaj (Pristiophorus cirratus) är en hajart som först beskrevs av John Latham 1794.  Pristiophorus cirratus ingår i släktet Pristiophorus och familjen Pristiophoridae. Inga underarter finns listade i Catalogue of Life.
Denna haj förekommer i havet vid södra Australiens kustlinje inklusive Tasmanien. Den simmar vanligen i regioner som ligger 40 till 630 meter under vattenytan. Långnosig såghaj blir upp till 150 cm lång. Honor lägger inga ägg utan föder levande ungar som vid födelsen är cirka 36 cm långa. Den maximala livslängden är 15 år.
Flera exemplar hamnar som bifångst i fiskenät. Hela populationen antas vara stabil. IUCN kategoriserar arten globalt som livskraftig.